# フォルニ・ディ・ソット
フォルニ・ディ・ソット（伊: Forni di Sotto）は、イタリア共和国フリウリ＝ヴェネツィア・ジュリア州ウーディネ県にある、人口約500人の基礎自治体（コムーネ）。

## 地理

### 位置・広がり
ウーディネ県北西部、カルニア地方のコムーネである。フォルニ・ディ・ソットの集落は、トルメッツォの西約27km、ベッルーノの北東約45km、リエンツの南約49km、県都ウーディネの北西約56kmに位置する
。

#### 隣接コムーネ
隣接するコムーネは以下の通り。括弧内のPNはポルデノーネ県所属を示す。
- サウリス - 北
- アンペッツォ - 東
- ソッキエーヴェ - 南東
- トラモンティ・ディ・ソプラ (PN) - 南東
- クラーウト (PN) - 南西
- フォルニ・ディ・ソプラ - 西

### 気候分類・地震分類
フォルニ・ディ・ソットにおけるイタリアの気候分類 (it) および度日は、zona F, 3715 GGである。
また、イタリアの地震リスク階級 (it) では、zona 2 (sismicità media) に分類される。

## 行政

### 分離集落
フォルニ・ディ・ソットには、以下の分離集落（フラツィオーネ）がある。
- Baselia, Tredolo, Vico